# Tiberiu Olah
Tiberiu Olah (født 2. januar 1928 i Arpasel - død 2. oktober 2002 i Targu Mures, Rumænien) var en rumænsk komponist, professor, lærer og musikolog.
Olah studerede komposition på Musikkonservatoriet i Cluj-Napoca (1946), og på Musikkonservatoriet i Moskva (1949-1954).
Han blev professor i komposition på Musikkonservatoriet i Bukarest (1958), og har uddannet mange af eftertidens rumænske komponister såsom Wilhelm Georg Berger og Doina Rotaru.
Olah har skrevet en symfoni, orkesterværker, oratorier, korværker, kammermusik etc.

## Udvalgte værker
- Symfoni (1956) - for orkester
- The Galaxy of Man (1960) - oratorium
- Lumina lui Lenin (1959) - kantate
- Homonymous Crescendo (1972) - for orkester